# Secteur étranger de Nagasaki

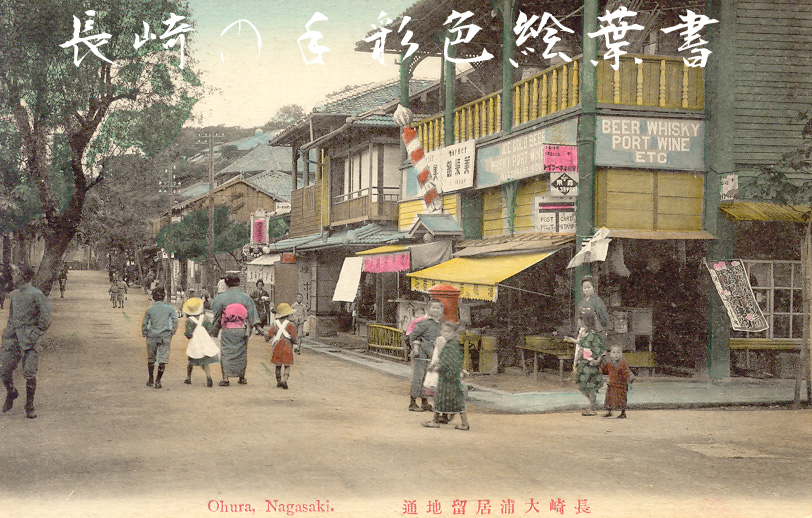
District Oura, Nagasaki

Le secteur étranger de Nagasaki, parfois appelé secteur étranger d'Oura, est une zone où s'installent les étrangers tandis que le Japon ouvre ses portes au commerce occidental. La zone est établie par les traités entre l'Occident et le Japon dans la seconde moitié des années 1850 et demeure un centre important de la vie occidentale au Japon jusqu'au début de la Seconde Guerre mondiale.
Ce secteur est témoin de nombreuses premières pour le Japon, dont la première utilisation du télégraphe international ainsi que la première utilisation d'une locomotive à vapeur, la Iron Duke, sur une courte voie dans le quartier Oura.
La ville de Nagasaki organise un festival à la mi-septembre consacré au secteur des étrangers.

## Développement
Une série de rencontres entre l'Occident et le Japon dans les années 1850 met fin à la politique commerciale isolationniste du Japon. En particulier, le traité avec la Russie signé le 7 février 1855 établit Nagasaki comme un port ouvert et, de plus, accorde le privilège d'extraterritorialité aux étrangers vivant au Japon. Ces rencontres culminent finalement en 1859 lorsque les Traités Ansei, et en particulier le Traité d'amitié et de commerce (États-Unis-Japon), prennent effet. Ces traités exigent l'ouverture immédiate de ports et établissent également des relations commerciales généralement inégales entre les puissances occidentales et le Japon.
En 1860 commence le développement de la zone autour de la crique d'Oura; le 15 août 1862, les autorités japonaises ordonnent aux habitants étrangers de Nagasaki de s'installer dans cette nouvelle zone de peuplement.

## Déclin et disparition
En 1894, les traités qui ont conduit à la formation de la colonie étrangère sont abolis et de nouveaux entrent en vigueur en 1899. À cette date, le secteur étranger retourne pleinement sous contrôle japonais. Les droits de douane retournent au Japon après le traité avec les États-Unis signé le 21 février 1911. En dépit de ces changements politiques, l'élan créé dans les décennies précédentes se poursuit et ce secteur de Nagasaki continue d'être une importante plaque tournante du commerce et d'installation pour les Occidentaux.
À l'approche de la Seconde Guerre mondiale cependant, la population étrangère de la colonie diminue de sorte qu'il ne reste que peu d'étrangers au début des hostilités.

## Résidents notables
- Thomas Blake Glover – Commerçant écossais

## Source de la traduction
- (en) Cet article est partiellement ou en totalité issu de l’article de Wikipédia en anglais intitulé « Nagasaki foreign settlement » (voir la liste des auteurs).